# Brachiosauridae
Brachiosauridae („șopârle cu brațe”, din greaca veche  brachion (βραχίων) = „braț” și sauros = „șopârlă”)  reprezintă o familie de dinozauri sauropozi erbivori patrupezi. Brachiosauridele aveau gâturi lungi care le-au permis să aibă acces la frunzele copacilor înalți pe care alți sauropozi nu le puteau atinge. În plus, aveau dinți groși în formă de lingură, care i-au ajutat să consume plante dure mai eficient decât alți sauropozi.
Brachiosaurus este unul dintre cei mai cunoscuți membri ai Brachiosauridae și cândva s-a crezut că a fost cel mai mare animal terestru care a trăit vreodată. Brachiosauridele au prosperat în regiunile care sunt acum America de Nord și de Sud, Africa, Europa și Asia. Acestea apar pentru prima dată în registrul fosilelor în Jurasicul târziu și dispar în Cretacicul timpuriu. Distribuția largă a Brachiosauridae atât pe continentele nordice cât și pe cele sudice sugerează că originea grupului a avut loc înainte de ruperea supercontinentului Pangaea. În Cretacicul timpuriu distribuția grupului este redusă dramatic. Încă nu se știe dacă această reducere este cauzată de extincțiile locale sau de natura limitată a registrului fosilelor din Cretacicul timpuriu.